# 유엔 안전 보장 이사회 상임이사국

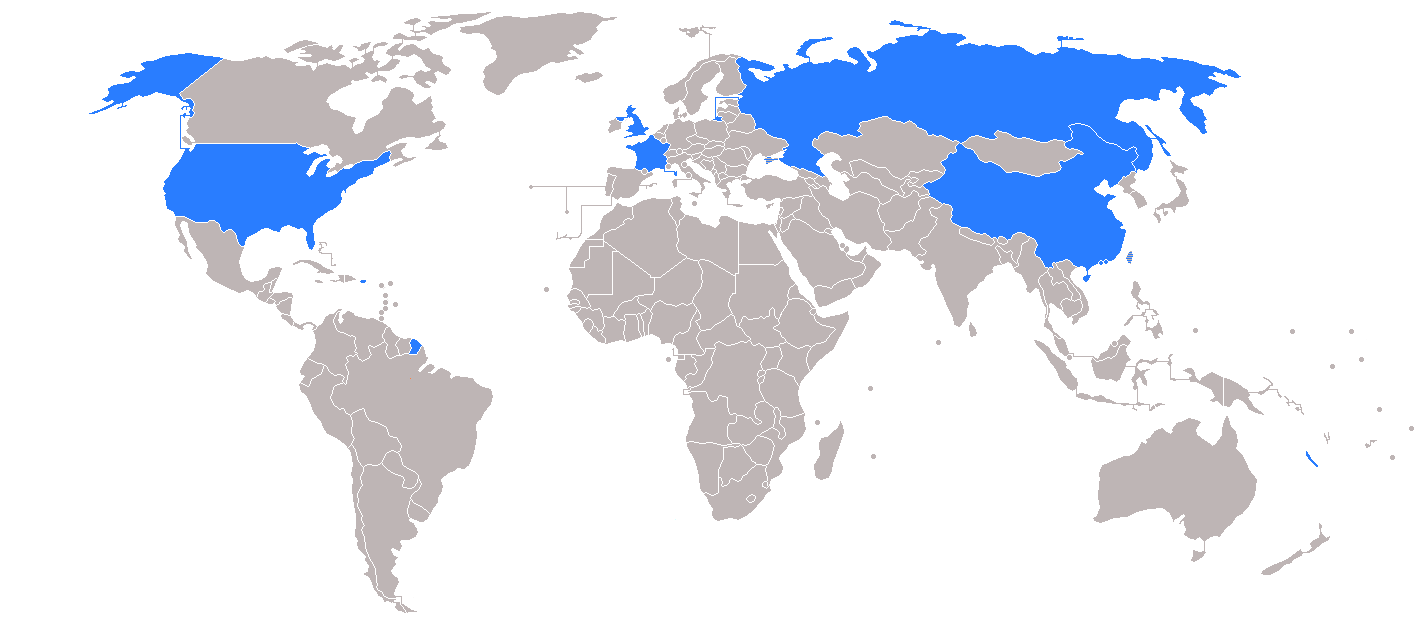
유엔 안전 보장 이사회 상임이사국

유엔 안전 보장 이사회 상임이사국(영어: permanent members of the United Nations Security Council, Permanent Five, Big Five, UNSC P5)은 1945년 유엔 헌장을 통해 유엔 안전 보장 이사회의 상임이사국 자격을 부여한 5개 국가이다: 중화인민공화국, 프랑스, 러시아, 영국, 미국.
상임이사국은 모두 제2차 세계 대전 연합국이자 승전국이며, 모두 핵무기 보유국이다. 그러나 유엔 창설 전에 이 모든 5개 국가가 핵무기를 개발한 것은 아니다.

## 현재의 상임이사국
다음은 현재의 유엔 안전 보장 이사회 상임이사국 표이다.
| 국가   | 현재           | 과거                                                                           | 현재 지도자                                   | 현재 대표          |
| ------ | -------------- | ------------------------------------------------------------------------------ | --------------------------------------------- | ------------------ |
| 중국   | 중화인민공화국 | 중화민국 (1945–1971)                                                           | 주석: 시진핑 총리: 리창                       | 장쥔               |
| 프랑스 | 프랑스         | 프랑스 (1794) 프랑스 공화국 임시 정부 (1945–1946) 프랑스 제4공화국 (1946–1958) | 대통령: 에마뉘엘 마크롱 총리: 프랑수아 바이루 | 니콜라 드 리비에르 |
| 러시아 | 러시아         | 소련 (1945–1991)                                                               | 대통령: 블라디미르 푸틴 총리: 미하일 미슈스틴 | 바실리 네벤지야    |
| 영국   | 영국           | N/A                                                                            | 군주: 찰스 3세 총리: 키어 스타머              | 바버라 우드워드    |
| 미국   | 미국           | N/A                                                                            | 대통령: 도널드트럼프                          | 마이크 왈츠        |

### 내용주
1. ↑  On 1971년 10월 25일, with opposition from the United States, the mainland communist 중화인민공화국 was given the Chinese seat on the Security Council in place of the 중화민국 (Taiwan).
2. ↑  중국 주석 is legally a ceremonial office, but the 중국 공산당 중앙위원회 총서기 (de facto leader) has always held this office since 1993, except for the months of transition. The current 중화인민공화국의 최고지도자 is President 시진핑.
3. ↑  The de jure 정부수반 of China is the Premier, whose current holder is 리커창.

### 참조주
1. ↑  “Security Council Members | United Nations Security Council”. 《www.un.org》. 2020년 3월 21일에 확인함.
2. ↑  “Ambassador Zhang Jun, PR”. 《chnun.chinamission.org.cn》. 2020년 3월 26일에 원본 문서에서 보존된 문서. 2020년 5월 6일에 확인함.
3. ↑  “Nicolas de Rivière”. 《France ONU》 (영어). 2019년 10월 30일에 원본 문서에서 보존된 문서. 2020년 5월 6일에 확인함.
4. ↑  “Постоянное представительство Российской Федерации при ООН”. 《russiaun.ru》. 2020년 5월 6일에 확인함.
5. ↑  “Barbara Woodward DCMG”. 《GOV.UK》 (영어). 2020년 12월 9일에 확인함.

## 참고 자료
- Nico J. Schrijver and Niels M. Blokker (eds.). 2020. Elected Members of the Security Council: Lame Ducks or Key Players? Brill.com.
- GPF Staff (April 2005). “Security Council Expansion—A Regional Model” (PDF). 《GlobalPolicy.org》. Global Policy Forum. 2009년 5월 19일에 원본 문서 (PDF)에서 보존된 문서. This is referred to by some as the "Italian Model".